# Nora Steriadi
Nora Steriadi (nume la naștere Eleonora Condrus, n. 1889, Cartiu, Gorj - d. 1948) a fost o pictoriță și artistă decoratoare română. A făcut studii la Académie de la Grande Chaumière din Paris și a avut numeroase expoziții în România și în străinătate.

## Biografie
La optsprezece ani, în anul 1907, s-a căsătorit cu pictorul Jean Alexandru Steriadi. După informațiile furnizate de biograful lui Jean Alexandru Steriadi - Călin Dan, Steriadi ar fi cunoscut-o pe Nora la Paris în anul 1905. În plus, Călin Dan a menționat anul nașterii Eleonorei ca fiind 1894. În continuare, istoricul de artă a făcut precizările cu privire la motivul pentru care Nora se afla la Paris, Steriadi fiind desigur la studii la Academia Julian. Ca urmare, Nora se afla acolo, după unii cercetători, pentru că urma cursurile de sculptură la aceeași instituție de învățământ ca și Steriadi, iar după alții la Académie de la Grande Chaumière. Petre Oprea a precizat și profesorii de la Grande Chaumière: Jean Antoine Injalbert și la desen Primer(?) și Maurice Denis. Incertitudinile asupra datei nașterii sunt următoarele: Eleonora Costescu - 1884, Petre Oprea pomenește în titlul studiului anul 1885, dar indică în text anul 1889, și Călin Dan dă anul 1894.

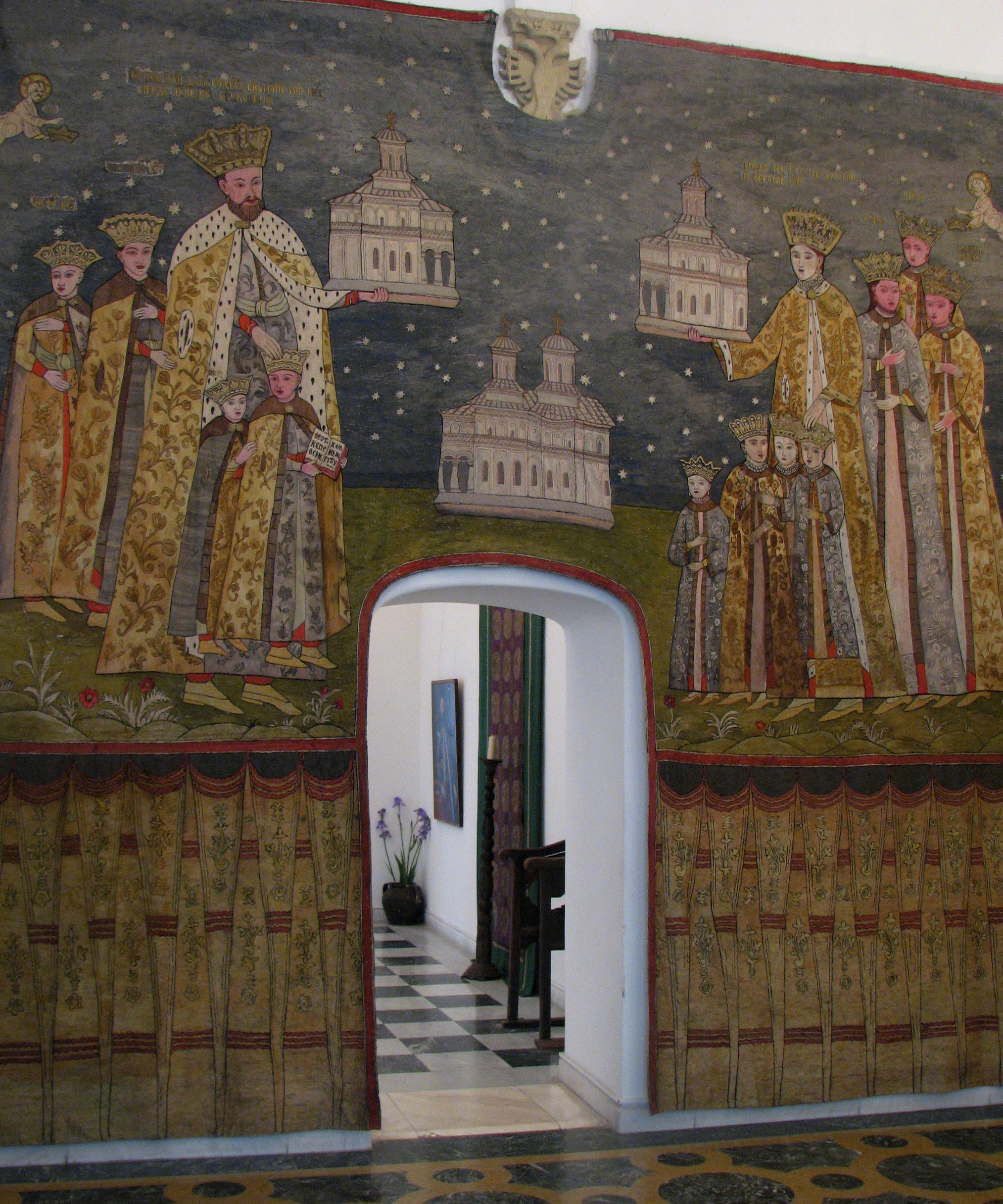
Tapiserie după motivul de la Hurezi

Farfurie creată de Nora Steriadi

În al doilea deceniu al secolului al XX-lea, împreună cu mai mulți pictori ca Nicolae Tonitza, Ion Theodorescu-Sion, Camil Ressu etc., a produs în atelierul de olărie de artă românească Troița, obiecte tradiționale de ceramică: vase pentru flori, farfurii, urcioare, sfeșnice etc. Atelierul de artă a fost înființat de către Armand Naumescu și a coagulat în jurul lui pe promotorii curentuluii naționalist aflat atunci la mare vogă și care reprezenta o încercare de a fundamenta un stil național care să aibă la bază autenticul lumii rurale din România. Vase ceramice populare ale acelei perioade de creație se regăsesc astăzi în mai multe muzee din România ca și în fostele colecții private ale lui Barbu Slătineanu, George Oprescu, Jean Alexandru Steriadi și Nora Steriadi.
A realizat în anul 1932, împreună cu zece călugărițe, broderia comandată de Martha Bibescu pentru un perete din dormitorul regal de la Mogoșoaia, având înfățișate armele Valahiei și Moldovei. Broderia face parte din exponatele Muzeului Național de Artă și face parte integrantă din colecțiile castelului de la Mogoșoaia. O tapiserie din mătase de 50 mp a fost realizată după tabloul votiv de la Mănăstirea Hurezi.
Alături de Maria Stănculeanu, M. Ciucă, George Olszweski, I. Cantacuzino și Eugen Stătescu, Nora Steriadi a fost printre cei care donat de obiecte de artă Bibliotecii Academiei Române în anul 1939.
A participat cu o serie de mozaicuri la expozițiile Tinerimii române și la cele ale Salonului oficial.